# Turneul celor Șase Națiuni din 2023
Turneul celor Șase Națiuni din 2023 (cunoscut sub numele de Guiness Six Nations datorită sponsorului turneului, Guinness) a fost cea de a 24-a ediție a Turneului celor Șase Națiuni, campionatul anual de rugby din emisfera nordică.
La această ediție participă Anglia, Irlanda, Italia, Scoția, Țara Galilor și campioana en-titre Franța. Incluzând competițiile inițiale Turneul Home Nations și Turneul celor Cinci Națiuni, aceasta este cea de a 129-a ediție a turneului.
Franța a câștigat titlul la ediția precedentă. Irlanda a câștigat Marele Șlem învingând în ultimul meci Anglia cu 29-16.

## Echipe participante
| Țara         | Stadion               | Stadion    | Stadion     | Antrenor        | Căpitan |
| Țara         | Stadion propriu       | Capacitate | Oraș        | Antrenor        | Căpitan |
| ------------ | --------------------- | ---------- | ----------- | --------------- | ------- |
| Anglia       | Stadionul Twickenham  | 82.000     | Londra      | Eddie Jones     |         |
| Franța       | Stade de France       | 81.338     | Saint-Denis | Fabien Galthié  |         |
| Irlanda      | Aviva Stadium         | 51.700     | Dublin      | Andy Farrell    |         |
| Italia       | Stadio Olimpico       | 73.261     | Roma        | Kieran Crowley  |         |
| Scoția       | Stadionul Murrayfield | 67.144     | Edinburgh   | Gregor Townsend |         |
| Țara Galilor | Millennium Stadium    | 73.931     | Cardiff     | Wayne Pivac     |         |

## Clasament
| Loc                                                                  | Echipa       | Jocuri | Jocuri   | Jocuri  | Jocuri     | Puncte | Puncte    | Puncte    | Eseuri | Puncte bonus | Puncte clasament |
| Loc                                                                  | Echipa       | Jucate | Victorii | Egaluri | Înfrângeri | Pentru | Împotrivă | Diferență | Eseuri | Puncte bonus | Puncte clasament |
| -------------------------------------------------------------------- | ------------ | ------ | -------- | ------- | ---------- | ------ | --------- | --------- | ------ | ------------ | ---------------- |
| 1                                                                    | Irlanda      | 5      | 5        | 0       | 0          | 151    | 72        | +79       | 20     | 7            | 27               |
| 2                                                                    | Franța       | 5      | 4        | 0       | 1          | 174    | 115       | +59       | 21     | 4            | 20               |
| 3                                                                    | Scoția       | 5      | 3        | 0       | 2          | 118    | 98        | +20       | 17     | 3            | 15               |
| 4                                                                    | Anglia       | 5      | 2        | 0       | 3          | 100    | 135       | -35       | 13     | 2            | 10               |
| 5                                                                    | Țara Galilor | 5      | 1        | 0       | 4          | 84     | 147       | -63       | 11     | 2            | 6                |
| 6                                                                    | Italia       | 5      | 0        | 0       | 5          | 89     | 149       | -60       | 9      | 1            | 1                |
| Sursa: Clasament Turneul celor 6 Națiuni (accesat 12 februarie 2023) |              |        |          |         |            |        |           |           |        |              |                  |

## Meciuri

### Etapa 1
| 4 februarie 2023 | Țara Galilor | 10 – 34 | Irlanda | Millennium Stadium, Cardiff  |
| 4 februarie 2023 | Anglia       | 23 – 29 | Scoția  | Stadionul Twickenham, Londra |
| 5 februarie 2023 | Italia       | 24 – 29 | Franța  | Stadio Olimpico, Roma        |

### Etapa a 2-a
| 11 februarie 2023 | Irlanda | 32 – 19 | Franța       | Aviva Stadium, Dublin            |
| 11 februarie 2023 | Scoția  | 35 – 7  | Țara Galilor | Stadionul Murrayfield, Edinburgh |
| 11 februarie 2023 | Anglia  | 31 – 14 | Italia       | Stadionul Twickenham, Londra     |

### Etapa a 3-a
| 25 februarie 2023 | Italia       | 20 – 34 | Irlanda | Stadio Olimpico, Roma       |
| 25 februarie 2023 | Țara Galilor | 10 – 20 | Anglia  | Millennium Stadium, Cardiff |
| 26 februarie 2023 | Franța       | 32 – 21 | Scoția  | Stade de France, Paris      |

### Etapa a 4-a
| 11 martie 2023 | Italia | 17 – 29 | Țara Galilor | Stadio Olimpico, Roma            |
| 11 martie 2023 | Anglia | 10 – 53 | Franța       | Stadionul Twickenham, Londra     |
| 12 martie 2023 | Scoția | 7 – 22  | Irlanda      | Stadionul Murrayfield, Edinburgh |

### Etapa a 5-a
| 18 martie 2023 | Scoția  | 26 – 14 | Italia       | Stadionul Murrayfield, Edinburgh |
| 18 martie 2023 | Franța  | 41 – 28 | Țara Galilor | Stade de France, Paris           |
| 18 martie 2023 | Irlanda | 29 – 16 | Anglia       | Aviva Stadium, Dublin            |